# Kunsthaus Graz

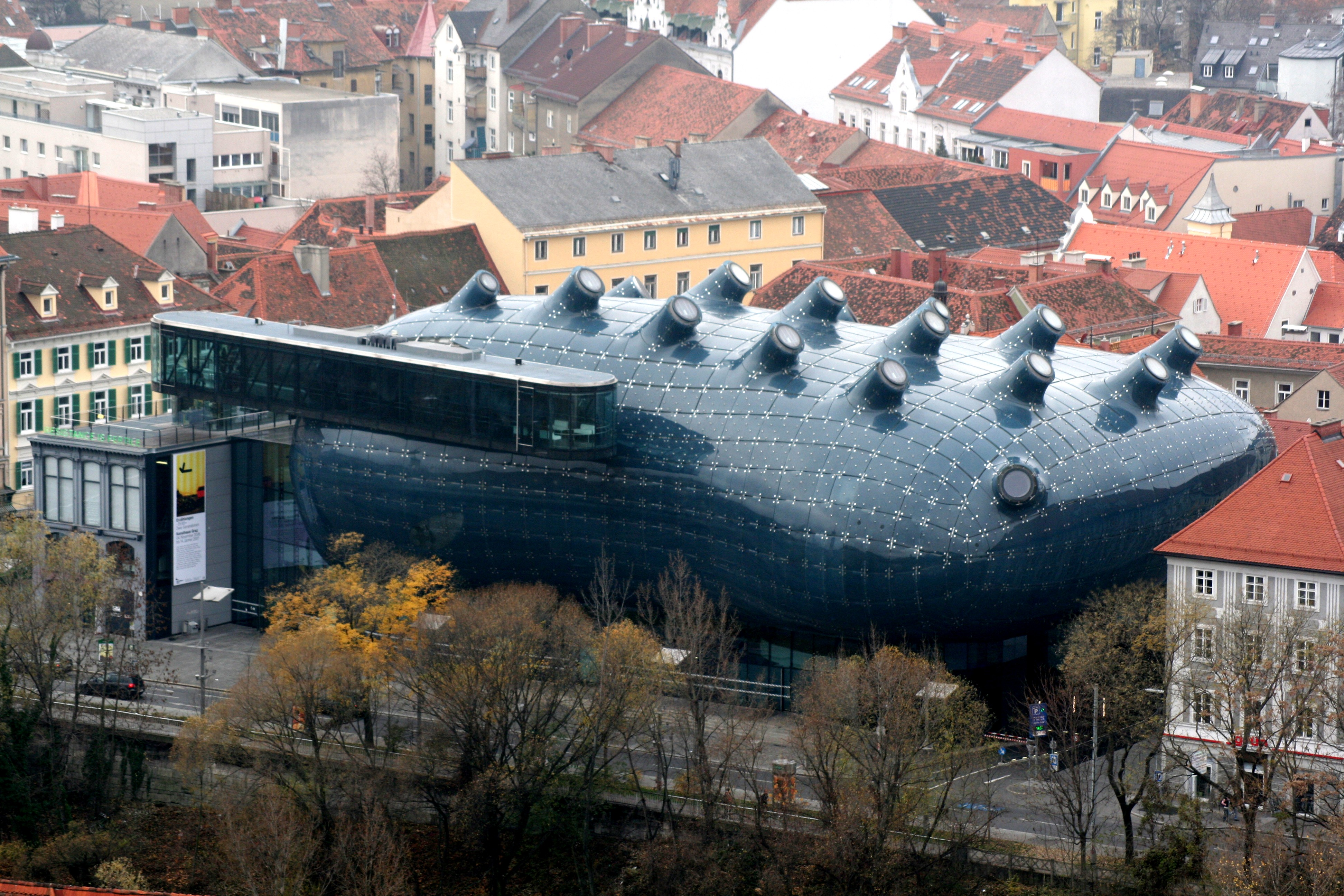
Vy av Kunsthaus Graz från Schlossberg.

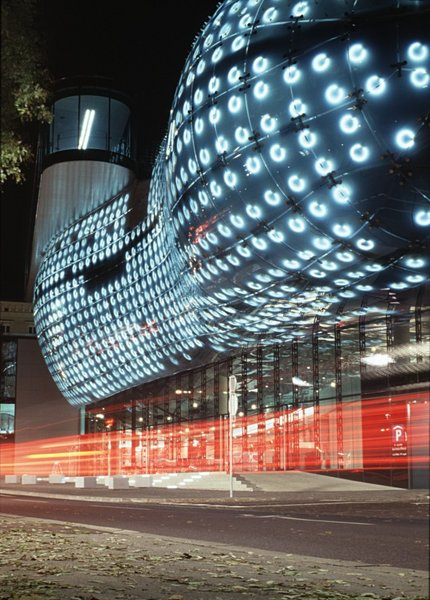
Kunsthaus Graz.

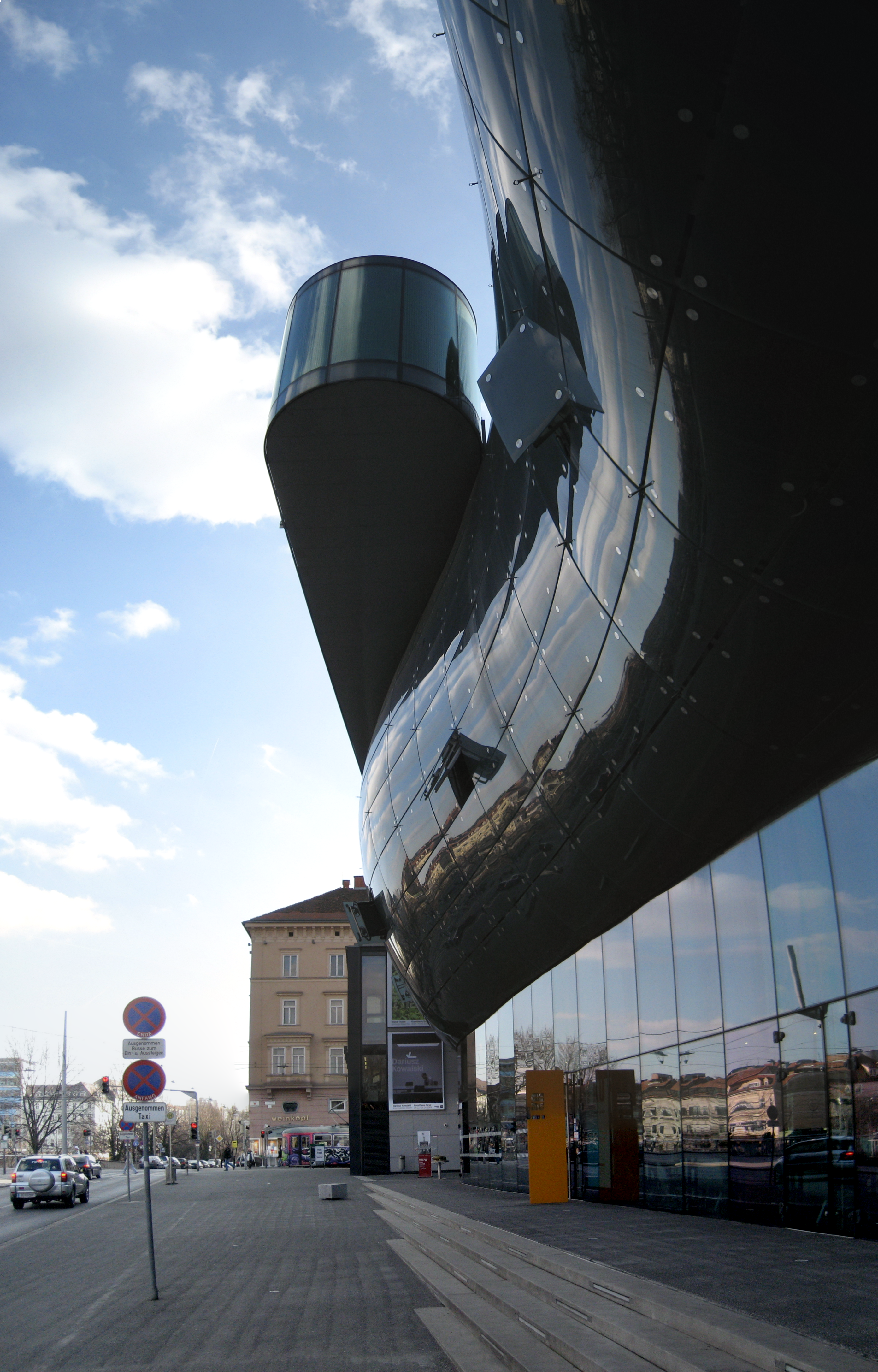
Kunsthaus Graz på gatunivå.

Kunsthaus Graz är en konsthall i Graz i Steiermark i Österrike. 
Konsthallen invigdes 2003 då Graz var europeisk kulturhuvudstad. Museet är en del av universalmuseet Landsmuseet Joanneum. 

## Verksamhet
Konsthallen visar arkitektur, formgivning, film, fotografi och IT-baserad konst, från omkring 1960 och framåt, under ett tak. Den har inga permanenta utställningar. 

## Byggnaden
Byggnaden, som hade arkitektnamnet Friendly Alien, ritades av arkitektparet Peter Cook och Colin Fournier i en friformstil som brukar kallas blob-arkitektur. Byggnaden har en fasad av stål, glas och akrylplast och har en yta på 5 000 m².
Den östra fasaden, som vetter mot stadens centrum, är klädd med akrylplast och fungerar som en skärm för bildprojektioner (BIX = Big + pixels). Uppemot 1 000 ljusringar är inlagda i det 900 m² stora ytskiktet, med möjligheter till olika ljusstyrka i varje pixel. 